# Muscazone
La muscazone est un composé organique toxique de formule C5H6N2O4. C'est un acide aminé présent en très faible quantité dans les champignons amanite tue-mouches (Amanita muscaria).

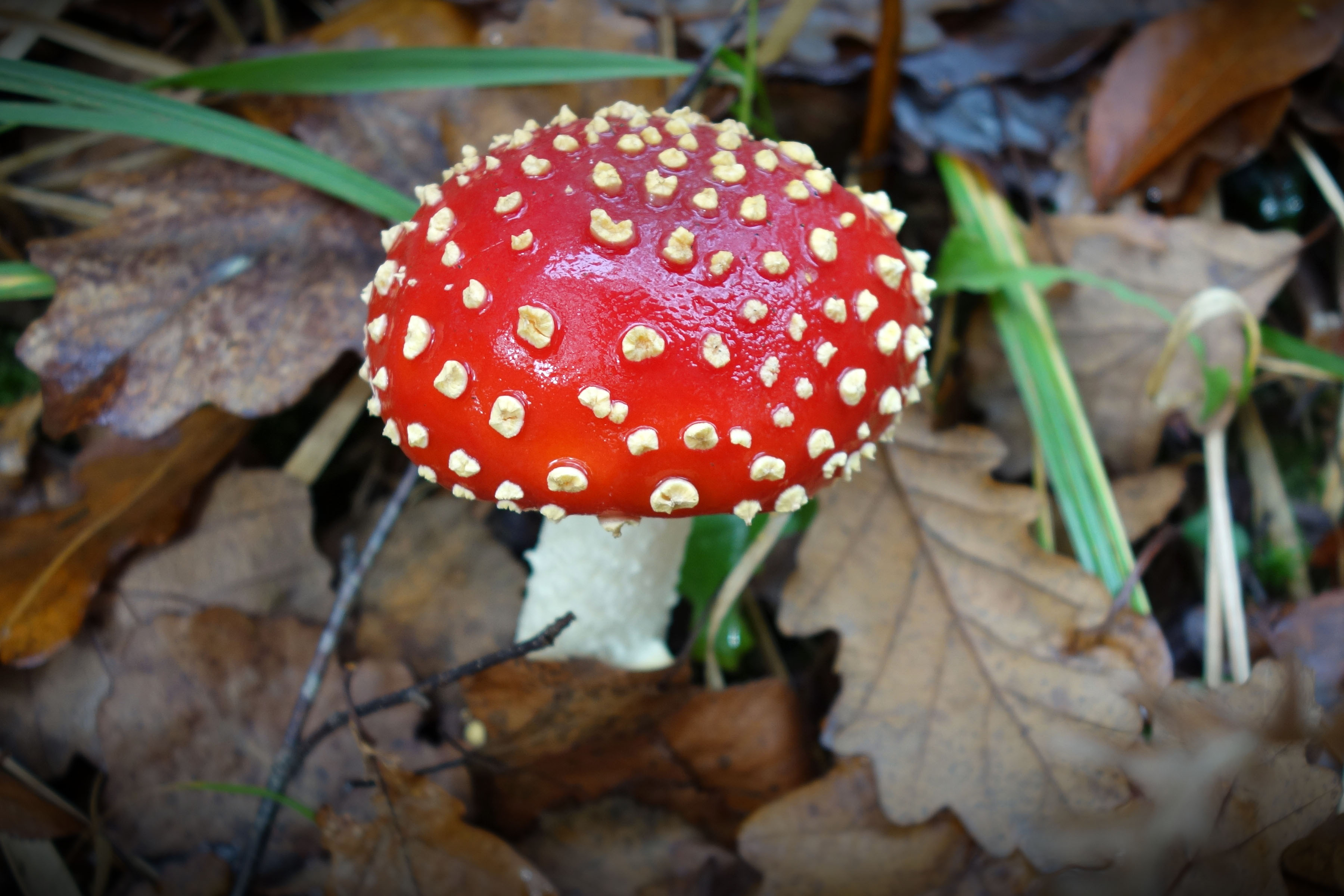
Amanita muscaria contient de la muscazone.

Agoniste des récepteurs de l'acide γ-aminobutyrique, elle induit une léthargie suivie d'une frénésie (en affectant le système nerveux central). La consommation provoque des dommages visuels, une confusion mentale et une perte de mémoire.

## Voir également
- Acide iboténique
- Muscimole